# ホワイトロード
『ホワイトロード』は、2004年12月8日に発売されたGLAYの32作目のシングル。

## 解説
- GLAYの10th Anniversary yearの最後を飾る作品としてリリースされた[2]。
- 同作品は、翌年1月19日発売のバラードベストアルバム『-Ballad Best Singles- WHITE ROAD』の先行シングルとして発売された。

## 収録曲
1. ホワイトロード
  - 作詞・作曲:TAKURO

TAKUROが地元の函館をイメージして作った曲である。TAKURO曰く、この曲と『-Ballad Best Singles- WHITE ROAD』に収録の「つづれ織り 〜so far and yet so close〜」は兄弟曲であるらしい。同年秋のアリーナツアー「GLAY ARENA TOUR 2004“THE FRUSTRATED -extreme-”」開始にあわせ発売日と歌詞が発表され、同ツアーのアンコールで披露された。
2. 笑顔の多い日ばかりじゃない
  - 作詞・作曲:TAKURO

ライブではファンクラブ限定ライブ「We Love Happy Swing」や09年のメンバープロデュースライブにおいて披露されている。
3. ホワイトロード (Instrumental)

## 収録アルバム
ホワイトロード
- -Ballad Best Singles- WHITE ROAD
- THE GREAT VACATION VOL.1 〜SUPER BEST OF GLAY〜

笑顔の多い日ばかりじゃない
- rare collectives vol.3
- REVIEW II -BEST OF GLAY- (スタジオライブバージョン)

## PVロケ地
全編にわたって函館で撮影されている。
- 大森浜（函館市熱帯植物園付近）
- 旧北海製缶函館工場屋上
- カフェテリア・モーリエ
- キッチンボーダー(現在は撮影時の店舗から移転された模様)
- 基坂
- ともえ大橋
- 遺愛幼稚園
- 大三坂
- カフェやまじょう
- 函館どつく
- 元町地区
- 緑の島
- 函館市電車内
  - 五稜郭公園前電停
- ベイエリア（金森赤レンガ倉庫）